# Chamaecrista gumminans
Chamaecrista gumminans är en ärtväxtart som beskrevs av Howard Samuel Irwin och Rupert Charles Barneby. Chamaecrista gumminans ingår i släktet Chamaecrista och familjen ärtväxter. Inga underarter finns listade i Catalogue of Life.